# Vasilina Chandosjka
Vasilina Chandosjka (belarusiska: Васіліна Хандошка), född 16 augusti 2001, är en belarusisk konstsimmare.

## Karriär
Vid olympiska sommarspelen 2020 i Tokyo, som arrangerades 2021, slutade Chandosjka på 11:e plats tillsammans med Darja Kulahina i partävlingen.
Vid VM 2025 i Singapore tog Chandosjka silver i det tekniska soloprogrammet och brons i det fria soloprogrammet.